# 외륜

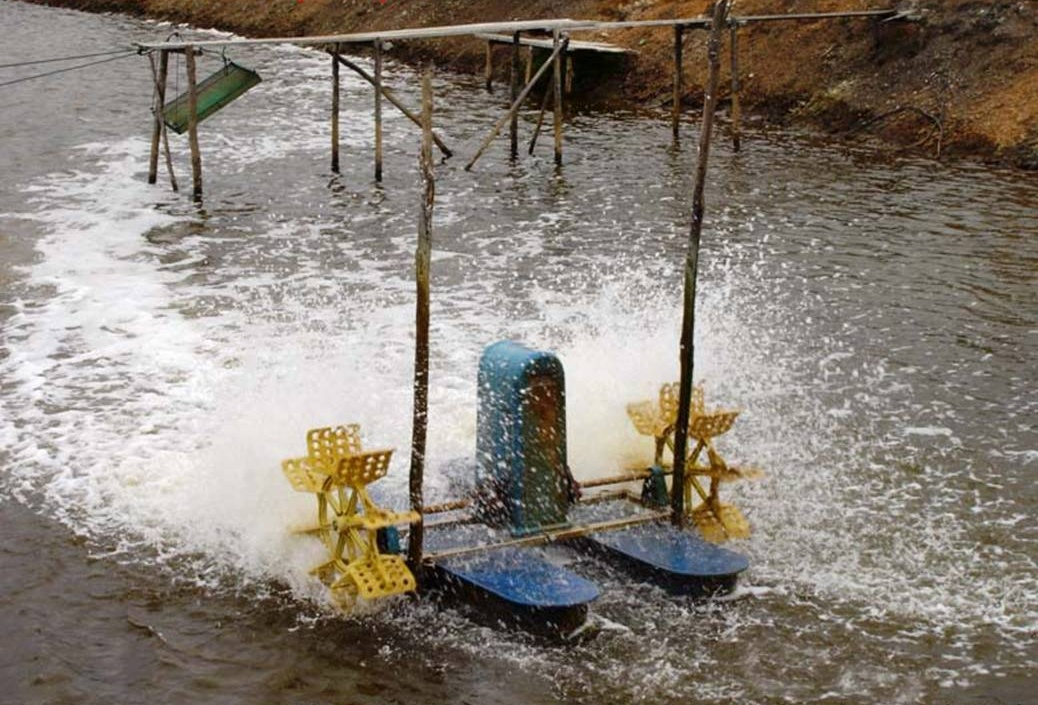
인도네시아 새우 양식장에서 사용되는 패들 휠 에어레이터

외륜 또는 패들 휠은 수차나 임펠러(로터의 종류)의 한 형태로, 바퀴 주변에 여러 개의 노(paddle)이 장착되어있다. 다양한 용도로 쓰이며, 그 중 몇 가지의 예시는 다음과 같다. 
- 물 공급원으로부터 높이 0.5m (20인치) 이하로 논을 침수시키는 것과 같이 매우 낮은 리프트로 물을 퍼올리는 경우.[1]
- 조류 배양에 사용되는 경주 연못에서 조류 배양물을 옮기고 섞는 경우.
- 외륜선을 추진하는 경우 (패들 휠로서)
- 수력 발전의 경우. (물레방아로서)
- 유량 센서
- 에어레이터

패들 휠은 고대의 발명품이지만 오늘날에도 다양한 산업과 농업 분야에서 사용되고 있다.

## 선박 추진
외륜이 있으면 배는 바람이나 노를 사용하지 않고도 항해할 수 있다. 그러나 이후 사용된 프로펠러로 인해 더 이상 쓰이지 않게 되었다. 프로펠러는 추진력이 더 강하고 무게와 연료 사용량이 적었기 때문이다.

## 물리에서의 패들 휠
패들 휠은 축의 회전 운동과 유체의 직선 운동을 상호 변환하는 장치이다.
유체의 직선 운동에서 축의 회전 운동으로 변하는 경우는 유체의 흐름 속에 장치를 배치하여 유체의 직선 운동을 바퀴의 회전 운동으로 변환한다. 이러한 회전은 동력원으로 사용될 수도 있고, 유속을 나타내는 측정 지표로도 활용될 수 있다.
축의 회전 운동에서 유체의 직선 운동으로 변하는 경우는 전동기나 증기기관과 같은 엔진에 의해 구동되며 유체를 펌프로 이송하거나, 외륜선이나 증기선과 같은 탈것을 추진하는 데 사용된다.

## 참고문헌
1. ↑  Paddle wheels used for pumping